# Luperina rubrina
Luperina rubrina là một loài bướm đêm trong họ Noctuidae.